# بیل کالدول
بیل کالدول (انگلیسی: Bill Coldwell; ۴ ژوئن ۱۹۳۲ – ۸ دسامبر ۱۹۹۵) بازیکن فوتبال، سرمربی (فوتبال)، و بازیکن کریکت اهل بریتانیا بود.
از باشگاه‌هایی که در آن بازی کرده‌است می‌توان به باشگاه فوتبال ویموث اشاره کرد.